# تیکوفو
شهر تیکوفو (به روسی: Тейково) در کشور روسیه و در اوبلاست ایوانوف واقع شده‌است.